# Volta a Llombardia 1921
La Volta a Llombardia 1921 fou la 17a edició de la Volta a Llombardia. Aquesta cursa ciclista organitzada per La Gazzetta dello Sport es va disputar el 10 de novembre de 1921 amb sortida a Milà i arribada al velòdrom Sempione de la mateixa Milà després d'un recorregut de 261 km.
La competició fou guanyada per segon cop per l'italià Costante Girardengo (Stucchi-Pirelli) en imposar-se en l'esprint final als corredors de (Bianchi-Dunlop) Gaetano Belloni i Federico Gay.
Girardengo, a més de guanyar la Volta a Llombardia, s'emportà el campionat d'Itàlia.

## Classificació general
|    | Ciclista            | Equip           | Temps      |
| -- | ------------------- | --------------- | ---------- |
| 1  | Costante Girardengo | Stucchi-Pirelli | 9h 30' 00" |
| 2  | Gaetano Belloni     | Bianchi-Dunlop  | m. t.      |
| 3  | Federico Gay        | Bianchi-Dunlop  | m. t.      |
| 4  | Giovanni Brunero    | Legnano-Pirelli | m. t.      |
| 5  | Henri Pélissier     | Bianchi-Dunlop  | m. t.      |
| 6  | Giovanni Bassi      | Individual      | m. t.      |
| 7  | Heiri Suter         | Individual      | m. t.      |
| 8  | Emilio Petiva       | Individual      | m. t.      |
| 9  | Leopoldo Torricelli | Legnano-Pirelli | m. t.      |
| 10 | Bartolomeo Aimo     | Legnano-Pirelli | m. t.      |